# Gornje Štiplje
Gornje Štiplje (en serbe cyrillique : Горње Штипље) est un village de Serbie situé sur le territoire de la ville de Jagodina, district de Pomoravlje. Au recensement de 2011, il comptait 145 habitants.

## Démographie
| 1948 | 1953 | 1961 | 1971 | 1981 | 1991 | 2002 | 2011 |
| ---- | ---- | ---- | ---- | ---- | ---- | ---- | ---- |
| 523  | 539  | 486  | 375  | 306  | 231  | 190  | 145  |

|  |